# Kolomenskoe
Kolomenskoe (in russo Коломенское?) è un antico villaggio situato nella zona sud-est di Mosca sulla strada per Kolomna, divenuto negli anni sessanta del XX secolo prima un sobborgo della capitale, ora un centro abitato del quartiere di Nagatinskij Zaton, nel distretto meridionale. È celebre per le sue chiese ortodosse e per aver dato i natali a Ivan il terribile.
Nei pressi di Kolomenskoe si trova il luogo dove, secondo la tradizione, San Giorgio, patrono di Mosca, uccise il drago; nel luogo sorge un omonimo monastero.

## Chiesa dell'Ascensione
Il villaggio di Kolomenskoe fu menzionato per la prima volta nel testamento di Ivan Kalita nel 1339. Divenne celebre quando, nel 1532, vi fu costruita la chiesa dell'Ascensione per celebrare la nascita di Ivan IV, futuro zar di Russia. L'edificio presenta un'architettura innovativa, che rompe con la tradizione bizantina dell'epoca. La chiesa è stata dichiarata dall'UNESCO patrimonio dell'umanità nel 1994.

## Il grande palazzo e le altre strutture
Dall'altra parte delle rovine di Kolomenskoe si può notare la chiesa di San Giovanni Battista, databile al 1547. Attualmente l'origine della chiesa è avvolta nel mistero. Secondo alcuni i maestri che l'hanno eretta erano italiani, secondo altri fu Postnik Jakovlev, probabile autore anche della cattedrale di San Basilio presente sulla piazza Rossa. Qualunque sia la verità, è chiaro che la chiesa rappresenta un passo fondamentale tra la chiesa dell'Ascensione e la famosa cattedrale della piazza Rossa.
Lo Zar Alessio I fece demolire tutti gli edifici in legno di Kolomenskoe, e li fece rimpiazzare da un enorme palazzo in legno strutturale, noto per i propri fantasiosi tetti. Gli stranieri parlano di questo labirinto di corridoi, di 250 stanze, costruite senza l'uso di seghe, chiodi o ganci, come dell'ottava meraviglia del mondo. La futura imperatrice Elisabetta nacque in questo palazzo nel 1709. Dopo il trasferimento della corte a San Pietroburgo, il palazzo cadde in rovina, tanto che Caterina II si rifiutò di nominarlo sua residenza a Mosca. Per suo ordine il palazzo venne demolito nel 1768. Per fortuna un modello in legno del palazzo è sopravvissuto, e il governo moscovita sta considerando il progetto della sua ricostruzione nelle dimensioni originali.
Restano pochi ruderi del palazzo tra cui la chiesa Kazanskaja a cinque cupole (1662), di fattura piuttosto convenzionale, e le porte in pietra e legno. Durante gli anni dell'Unione Sovietica i vecchi edifici in legno vennero spostati a Kolomenskoe dalle estreme zone settentrionali (la chiesa barbicana del monastero di Nikolo-Korelskij), dalla Siberia (la torre Stockade di Bratsk), e da altre zone (mulini, una pietra Boris, ecc). Alcune di queste strutture sono databili al XVII secolo.

## Galleria d'immagini

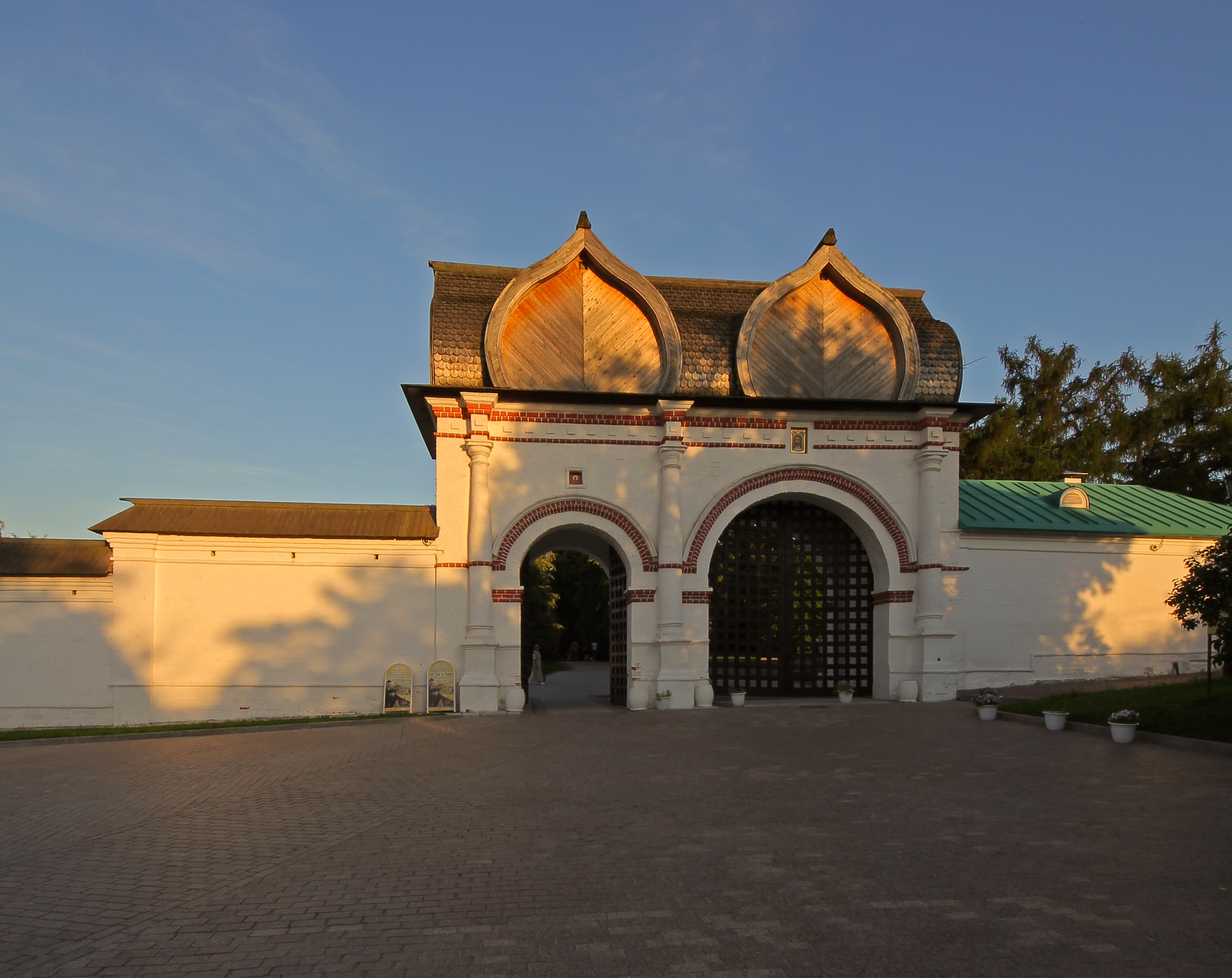
Porte di pietra (XVII secolo)
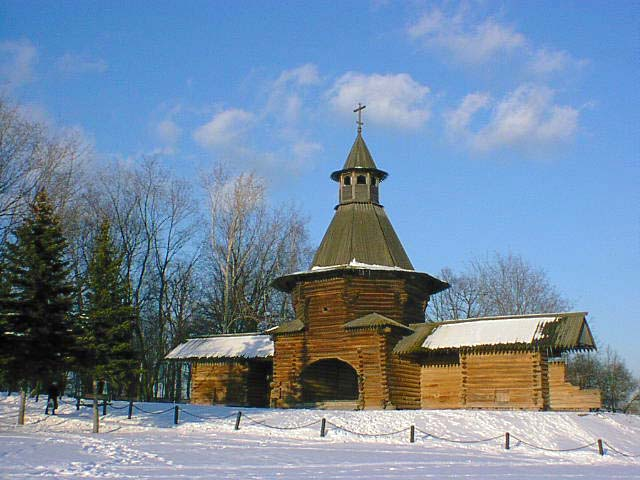
Torre in legno (XVII secolo)
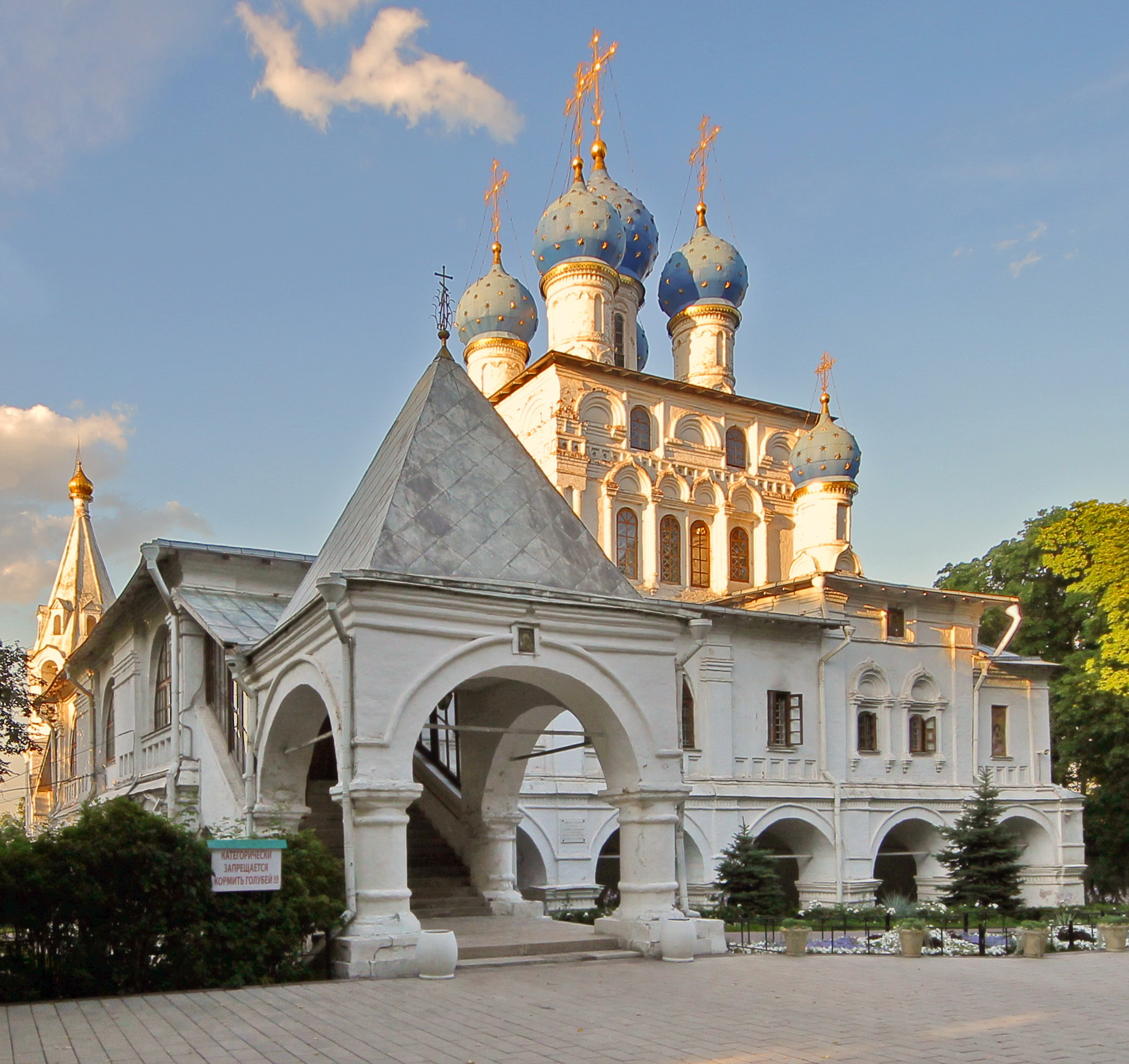
Chiesa della Madonna di Kazan' (1660)
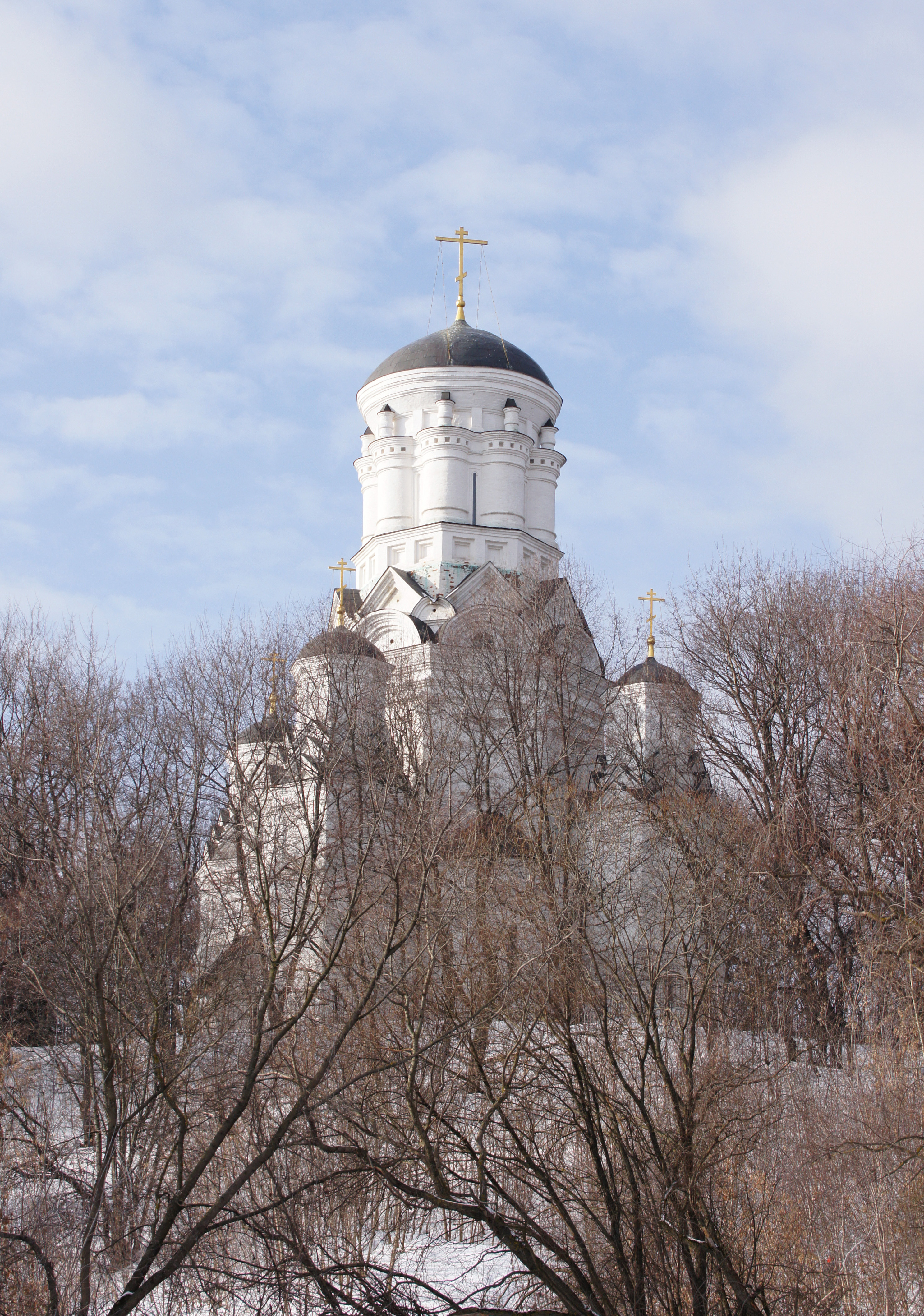
Chiesa della Decollazione di Giovanni Battista (XVI secolo)